# Axiagasta stactogramma
Axiagasta stactogramma är en fjärilsart som beskrevs av Edward Meyrick 1930. Axiagasta stactogramma ingår i släktet Axiagasta och familjen äkta malar. Inga underarter finns listade i Catalogue of Life. Släktnamnet är en lägre stående homonym som uppenbarligen aldrig har ersatts.